# Психоделический фолк
Психодели́ческий фолк (англ. Psychedelic folk), также называемый wyrd folk, acid folk или freak folk, — это неточно определенная форма психоделической музыки, которая возникла в 1960-х годах. Она сохраняет в основном акустическое звучание фолка, но добавляет музыкальные элементы, общие для психоделической музыки.

## История

### 1960-е: Пик популярности
Считается, что первое использование термина «психоделический» было сделано нью-йоркской фолк-группой The Holy Modal Rounders в их версии песни Ледбелли «Hesitation Blues» в 1964 году. Фолк-/авангардный гитарист Джон Фэи записал несколько песен в начале 1960-х годов, в которых экспериментировал с необычными методами записи, включая запись задом наперед и новый инструментальный аккомпанемент. Его девятнадцатиминутная «The Great San Bernardino Birthday Party» «предвосхищала элементы психоделии с ее нервными импровизациями и странными настройками гитары». Другие песни с альбома The Great San Bernardino Birthday Party & Other Excursions (записанного между 1962 и 1966 годами) также использовали «тревожные настроения и диссонансы», которые выводили их за рамки типичной фолк-музыки. В 1967 году он выступил с психоделической/авангардной/нойз-рок-группой Red Krayola (тогда ещё Red Crayola) на фолк-фестивале в Беркли, запись которого позже была выпущена как Live 1967. Среди прочих описаний, их выступление сравнивали с ранними бутлегами The Velvet Underground и «самыми странными частями произведений Pink Floyd конца 60-х (вроде пронзительных гитарных скрежетов в „Interstellar Overdrive“)».
Аналогично, ранние работы фолк-гитариста Сэнди Булла «включали в себя элементы фолка, джаза, а также индийских и арабских дроу-модов». Его альбом 1963 года Fantasias for Guitar and Banjo исследует различные стили и инструментовку и «также может быть точно описан как одна из самых первых психоделических записей». Более поздние альбомы, такие как E Pluribus Unum 1968 года и его концертный альбом Still Valentine's Day 1969, в которых используются экспериментальные методы записи и расширенная импровизация, также содержат психоделические элементы.
Музыканты из нескольких групп, которые стали ассоциироваться с психоделическим роком, начинали как фолк-музыканты, например, Grateful Dead, Jefferson Airplane, Country Joe and the Fish, Quicksilver Messenger Service, The Beau Brummels из Сан-Франциско; The Byrds, Love, Kaleidoscope и The Peanut Butter Conspiracy из Лос-Анджелеса; Pearls Before Swine из Флориды; Bunky and Jake и Cat Mother & the All Night Newsboys из Нью-Йорка. The Serpent Power была психоделической рок-группой с сильным фолк-влиянием. The Byrds была самой важной американской фолк-рок-группой, включившей психоделию в свое звучание и темы.
В Великобритании особенно заметными фолк-исполнителями были Марк Болан со своим хиппи-дуэтом Tyrannosaurus Rex, который использовал необычные инструменты и магнитофонные эффекты, характерные для альбома Unicorn (1969), и шотландские исполнители, такие как Донован, которые сочетали влияние американских артистов, таких как Боб Дилан, с отсылками к Силе цветов и The Incredible String Band, которая с 1967 года включила в свою акустическую музыку целый ряд влияний, включая средневековые и восточные инструменты. В конце 1960-х и начале 1970-х годов, сольные исполнители, такие как Сид Барретт и Ник Дрейк, начали привносить психоделические влияния в народную музыку с такими альбомами, как The Madcap Laughs Барретта и Five Leaves Left Дрейка.
В конце 1960-х и начале 1970-х произошёл короткий расцвет прог-фолка в Великобритании и Ирландии, появились группы Third Ear Band и Quintessence за которыми последовали более абстрактные и с восточным влиянием Comus, Dando Shaft, Trees, Spirogyra, Forest и Jan Dukes de Grey.

### 1970-е: Упадок
В середине 1970-х психоделия вышла из моды, и те фолк-группы, которые еще не переместились на другие территории, в основном распались. В Британии фолк-группы также имели тенденцию к электрификации, как это сделал акустический дуэт Tyrannosaurus Rex, который стал электрическим комбо T. Rex. Это было продолжением процесса, посредством которого прогрессив-фолк оказал значительное влияние на мейнстримовый рок.

### С 1990-х: Возрождение
Независимые и андеграундные фолк-исполнители в конце 1990-х годов привели к возрождению психоделического фолка с появлением движения New Weird America. Кроме того, ранние альбомы Animal Collective тесно связаны с фрик-фолком, как и их сотрудничество с опытной британской фолк-исполнительницей Вашти Баньян и The Microphones/Mount Eerie, которые сочетают натуралистические элементы с lo-fi и психоделией. Оба артиста получили значительную известность на сцене инди-музыки после одобрения критиков с сайта Pitchfork, и вскоре другие исполнители начали экспериментировать с жанром, в том числе OCS, Quilt, Grizzly Bear, Девендра Банхарт, Родриго Амаранте, Бен Ховард и Grouper.
В 2022 году журнал Uncut выпустил CD под названием Blackwaterside: Sounds of the New Weird Albion, в котором приняли участие такие артисты, как Джим Геди, Генри Паркер, Джон Уилкс, Сэм Ли и Кэт Тайлер. Это привело к публикации обширного исследования нового «странного фолка» Британии в японском музыкальном журнале Ele-King. В главной статье были рассмотрены такие артисты, как Ник Харт, Берд Эллен, Элспет Энн, Фрэнки Арчер, Shovel Dance Collective и Анджелина Моррисон.

## Фрик-фолк
Фрик-фолк (англ. Freak folk) — это слабо выраженный поджанр психоделического фолка, включающий акустические звуки, пасторальные тексты и эстетику нео-хиппи. Название возникло из культуры переизданий «потерянных сокровищ» конца 1990-х годов.
Вашти Баньян была названа «крёстной матерью фрик-фолка» за её роль во вдохновении нового поколения фолк-экспериментаторов. Альбом If I Could Only Remember My Name (1971) Дэвида Кросби был описан как ранний прародитель жанра. Другие основные влияния на более поздних исполнителей фрик-фолка включают Линду Перхакс, Энн Бриггс, Карен Далтон, Ширли и Долли Коллинз, Animal Collective, The Incredible String Band, Xiu Xiu и Pearls Before Swine. Девендра Банхарт станет одним из лидеров фрик-фолк-движения 2000-х годов вместе с Джоанной Ньюсом.